# Anna Anderson

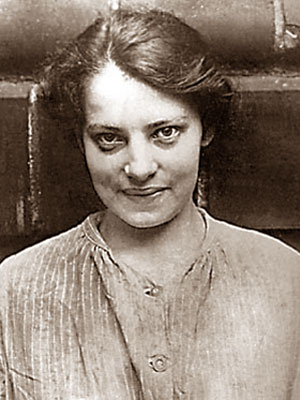
Anna Anderson (1920)

Anna Anderson (* 22. Dezember 1896 in Borrek Abbau, Kreis Karthaus, Westpreußen, als Franzisca Czenstkowski, später Franziska Schanzkowsky oder Schanzkowski; † 12. Februar 1984 in Charlottesville, Virginia), verheiratete Anastasia Manahan, war eine aus der damals zum Deutschen Reich gehörenden Kaschubei stammende Fabrikarbeiterin. Sie behauptete bis an ihr Lebensende, die russische Großfürstin Anastasia Nikolajewna Romanowa, Tochter des letzten Zaren Nikolaus II., zu sein. Anderson gelangte Anfang der 1920er Jahre in ein psychiatrisches Krankenhaus in Berlin, in dem sie anfangs keine Angaben zu ihrer Person machte und schließlich die Identität Anastasias annahm. Sie gab an, am 17. Juli 1918 als einzige die Ermordung der Zarenfamilie durch die Bolschewiki im Zuge der Russischen Revolution überlebt zu haben. Zunächst wurde sie wegen ihres damals ungeklärten Schicksals als Fräulein Unbekannt bekannt, später führte sie, auch amtlich, die Namen Anna Tschaikowsky und noch später Anna Anderson.
Ihr Schicksal als angebliche Zarentochter wurde mehrmals verfilmt: Am bekanntesten ist die Hollywood-Verfilmung Anastasia von 1956 mit Ingrid Bergman in der Titelrolle. Ebenfalls im Jahr 1956 entstand der Film Anastasia, die letzte Zarentochter mit Lilli Palmer in der Titelrolle.

## Der Fall Anna Anderson
Die am 22. Dezember 1896 in Borrek Abbau (Borrowilaß), Kreis Karthaus, Westpreußen geborene Francisca Anna Czenstkowski, Tochter des Pächters Anton Czenstkowski und seiner Ehefrau Marianne geb. Witzke, war zunächst Fabrikarbeiterin. Die Bauerntochter Franziska Schanzkowsky war seit dem 9. März 1920 in Berlin polizeilich als vermisst gemeldet.
Anfang der 1920er Jahre schlüpfte Schanzkowsky in die Rolle der russischen Zarentochter Anastasia Nikolajewna Romanowa, die in der Nacht vom 16./17. Juli 1918 zuvor mit ihrer Familie unter staatlicher Geheimhaltung im Ipatjew-Haus in Jekaterinburg ermordet und in einem unzugänglichen Waldgebiet verscharrt worden war. In der Weltöffentlichkeit herrschte damals weitgehende Unkenntnis über das tatsächliche Geschehen um das Verschwinden der russischen Zarenfamilie. Die Boulevardpresse interpretierte daher das Schicksal der jungen unbekannten Frau, die nach einem Selbstmordversuch am 17. Februar 1920 aus dem Berliner Landwehrkanal gezogen worden war, als das Auftauchen der dem blutigen Massaker vermutlich entronnenen Großfürstin.
In der historischen Aufarbeitung konnte nie zweifelsfrei geklärt werden, ob Franziska Schanzkowsky die Öffentlichkeit bewusst täuschte oder sie durch ein Nervenleiden tatsächlich glaubte, die überlebende Zarentochter zu sein.  Sie legte sich das Pseudonym Anna Anderson zu und spielte zeit ihres Lebens die Rolle der verkannten Großfürstin. Erst zehn Jahre nach ihrem Tod klärte eine DNA-Untersuchung zweifelsfrei, dass sie nicht mit dem russischen Zarengeschlecht Romanow verwandt gewesen sein konnte, da 1994 diese damals völlig neue Methode so weit fortgeschritten war, dass ein DNA-Test an beliebigem menschlichem Material durchgeführt werden konnte.

## Leben
Seit 1922 behauptete sie, Großfürstin Anastasia und somit die vierte und jüngste Tochter von Zar Nikolaus II. und Zarin Alexandra Fjodorowna, vormals Alix von Hessen-Darmstadt, zu sein. Durch Vermittlung des katholischen Sozialtheologen Carl Sonnenschein wurde sie im Juni 1925 bei der aus Russland stammenden Bildhauerin Harriet von Rathlef-Keilmann untergebracht. Die Künstlerin, die seit 1924 in Berlin lebte, widmete sich drei Jahre lang der Pflege der angeblichen Zarentochter und bemühte sich vergeblich um deren Anerkennung durch Mitglieder der Romanow-Familie. In ihrem Buch Anastasia – Ein Frauenschicksal als Spiegel der Weltkatastrophe. Ermittlungen über die jüngste Tochter des Zaren Nikolaus II (1928) machte die Künstlerin das Schicksal der Anastasia in der Öffentlichkeit bekannt. Rathlef-Keilmanns Recherchen wurde unter anderem 1928 in den Zeitungen des Scherl-Verlages vorab gedruckt. Anna Anderson hielt sich bei Erscheinen des Buchs in den USA auf und kehrte erst 1932 nach Deutschland zurück. In den 1930er Jahren fand sie Aufnahme bei Spes Stahlberg, geb. Kleist-Retzow, in Berlin. Ab 1929 ließ sie sich von dem amerikanischen Anwalt Edward Huntington Fallows (1865–1940) vertreten. Dieser betraute 1938 die Rechtsanwälte Paul Leverkuehn und Kurt Vermehren damit, ihre Ansprüche auf Vermögenswerte der Zarenfamilie in Deutschland vor deutschen Gerichten zu vertreten. Als ihr Sachverständiger war der schottische Genealoge Ian Lilburn tätig. Ab 1938 bis 1970 führten sie daher an deutschen Gerichten zivilrechtliche Prozesse, die zur Anerkennung als Zarentochter führen sollten. Der Film Anastasia basiert auf der Geschichte Anna Andersons und brachte ihr weitere Popularität und Geld in jenen Jahren ein.
Ab 1949 bewohnte sie eine ehemalige Militärbaracke im Dorf Unterlengenhardt am Rand des Schwarzwalds, die ein Unterstützer, Friedrich Ernst von Sachsen-Altenburg, nach dem Zweiten Weltkrieg für sie gekauft hatte. Später zahlte die US-Filmgesellschaft 20th Century Fox, die 1956 das Bühnenstück Anastasia der französischen Autorin Marcelle Maurette mit Ingrid Bergman und Yul Brynner in den Hauptrollen verfilmt hatte, ein Honorar, von dem sie im Burghaldenweg 7 ein Wohnhaus erbauen ließ, wo sie bis zum Sommer 1968 lebte.  Im Ort und in der Umgebung sprach sich bald herum, dass die merkwürdige Frau, die Haus und Grundstück stark abschottete, eine russische Großfürstin sei. Nachdem die Filme mit Lilli Palmer und Ingrid Bergman in die Kinos gekommen waren, wurde der Wohnsitz von Anna Anderson immer wieder von Reportern und Neugierigen belagert.
Am 17. Februar 1970 entschied der Bundesgerichtshof in der Anastasia-Entscheidung letztinstanzlich, dass das vorangegangene Urteil des Hanseatischen Oberlandesgerichts Hamburg, nach welchem sie nicht bewiesen habe, mit der Großfürstin Anastasia Nikolajewna von Russland identisch zu sein, aus Rechtsgründen nicht zu beanstanden sei.

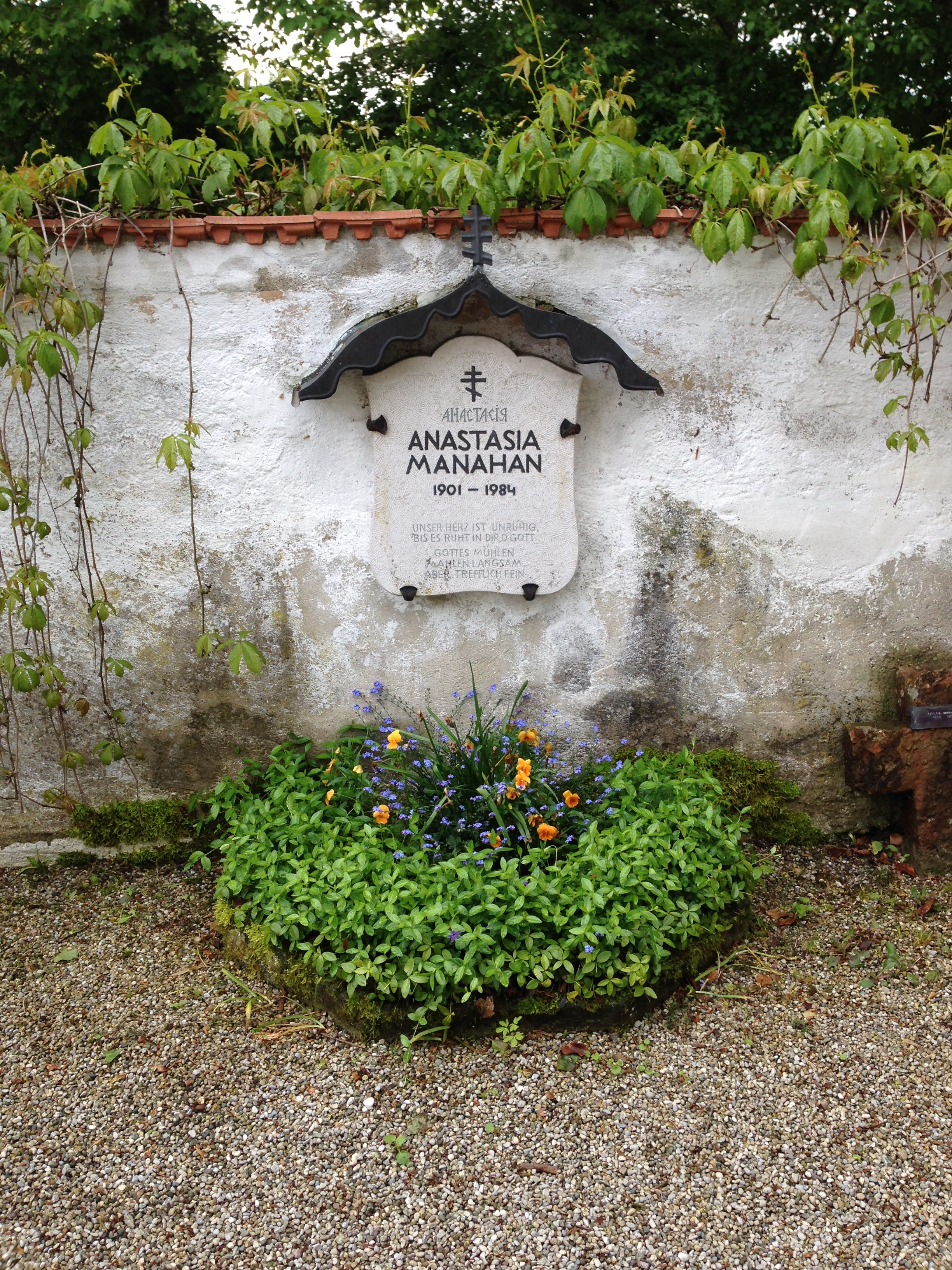
Grab der Anastasia Manahan in Seeon

Seit Juli 1968 war sie bereits nach Charlottesville im US-Bundesstaat Virginia übersiedelt, wo sie am 23. Dezember 1968 den Historiker John Eacott Manahan († 1990) heiratete und bis zu ihrem Tode zurückgezogen lebte. Am 12. Februar 1984 verstarb sie nach langer, schwerer Krankheit und wurde noch am gleichen Tag eingeäschert. Ihre Urne wurde am 18. Juni 1984 auf dem orthodoxen Teil des Friedhofs der Walburgiskapelle Seeon in Bayern beigesetzt, wo ihre Gönner, die Familie der Herzöge von Leuchtenberg, welche zwischen 1852 und 1934 im Besitz der ehemaligen Klostergebäude Seeon waren, begraben sind. Der Grabstein trägt das falsche Geburtsjahr 1901 und den Vornamen in kyrillischer und lateinischer Schrift.
In der Zeit vom 11. bis zum 13. Juli 1991 wurden die sterblichen Überreste des Zarenpaares und dreier Töchter in Jekaterinburg geborgen. Am 28. Juli 1992 wurde bekannt gegeben, dass die sterblichen Überreste des Zarewitschs Alexej und einer der Töchter, entweder der Großfürstin Maria oder der Großfürstin Anastasia, fehlten.
Für einen DNA-Vergleich mit Knochen- und Blutproben von den geborgenen sterblichen Überresten und von lebenden Verwandten der Zarin Alexandra Feodorowna wurde am 21. Juni 1994 DNA-Material von Anna Anderson-Manahan aus einer konservierten Gewebeprobe entnommen, die von einer Operation am 20. August 1979 im Martha-Jefferson-Hospital in Charlottesville stammte. Am 5. Oktober 1994 wurde bekanntgegeben, dass aufgrund des DNA-Tests eindeutig festgestellt werden konnte, dass Anna Anderson-Manahan kein Nachkomme der Zarin gewesen sein konnte. Am 2. April 1996 wurde das abschließende Ergebnis zu den 1991 geborgenen sterblichen Überresten veröffentlicht. Es wurde mitgeteilt, dass es sich um das Zarenpaar und die Großfürstinnen Olga und Tatjana und eine weitere Tochter handelte.
Am 24. August 2007 gab ein russisches Archäologenteam an, im Juli 2007 die sterblichen Überreste des Zarewitsch Alexej und seiner Schwester Maria gefunden zu haben, was durch eine DNA-Analyse bestätigt wurde. Demnach handelte es sich bei den 1991 aufgefundenen Leichen um die Körper des Zaren und seiner Gemahlin sowie der Töchter Anastasia, Olga und Tatjana.